# Gymnangium hians
Gymnangium hians är en nässeldjursart som först beskrevs av Busk 1852.  Gymnangium hians ingår i släktet Gymnangium och familjen Aglaopheniidae. Inga underarter finns listade i Catalogue of Life.